# Jaíba
Jaíba este un oraș în Minas Gerais (MG), Brazilia.